# 天津市人民政府驻乌鲁木齐办事处
天津市人民政府驻乌鲁木齐办事处，是中华人民共和国天津市人民政府驻乌鲁木齐市的办事处，该办事处负责领导联络协调、招商引资、信息调研、对外宣传、接待服务以及服务驻乌鲁木齐市天津企业等相关事项。该办事处为副局级单位。

## 历史沿革
历史上，1982年11月至1994年10月期间，天津市人民政府建立了驻新疆驻外办事处，该办事处在1996年之前分别由天津市对外经济贸易委员会和天津市电子仪表局负责组建及管理。2001年，经过调整后保留了天津市人民政府驻新疆维吾尔自治区办事处。2003年，天津市人民政府驻新疆维吾尔自治区办事处更名为天津市人民政府驻乌鲁木齐市办事处。

## 联系区域
目前，天津市人民政府驻乌鲁木齐办事处负责联系新疆维吾尔自治区和青海省。